# Рей Баарц
Рей Баарц (англ. Ray Baartz, нар. 6 березня 1947, Ньюкасл) — австралійський футболіст, що грав на позиції нападника за клуб «Сідней Гакоах» і національну збірну Австралії.

## Клубна кар'єра
Народився 6 березня 1947 року в австралійському Ньюкаслі. Вихованець юнацьких команд клубу «Адамстаун Роузбадс». У 17 років був запрошений до академії англійського «Манчестер Юнайтед», з яким за півроку уклав дорослий контракт.
1966 року повернувся на батьківщину, уклавши контракт клубом «Сідней Гакоах», якому трансфер нападника з англійського гранда обійшовся у рекордні на той час для австралійського футболу 5600 фунтів. Протягом наступних дев'яти років був основним гравцем лінії нападу сіднейської команди, забивши за цей час у її складі 211 м'ячів у 236 іграх першості (у середньому 0,89 гола за гру).

## Виступи за збірну
1967 року дебютував в офіційних матчах у складі національної збірної Австралії. Протягом наступних семи років після дебюту не просто був стабільним гравцем основного складу національної команди, а взяв участь у всіх її іграх за цей час, відігравши кожну від стартового до фінального свистка. Загалом до змушеного передчасного завершення ігрової кар'єри провів у формі національної команди 48 матчів, забивши рекордні на той час для збірної 17 голів.
Зокрема відзначився двома голами в іграх відбору на ЧС-1970 і трьома голами в рамках відбору на ЧС-1974. У другому випадку австралійці завоювали єдину путівку від регіону Азії, Австралії та Океанії до фінальної частини світової першості 1974 року, першої в їх історії. Баарц, беззаперечний лідер атак австралійців, мав всі шанси дебютувати в рамках головного турніру світового футболу, проте 27-річний гравець був змушений закінчити кар'єру за місяць до його початку.

### Завершення кар'єри
У межах підготовки до світової першості збірна Австралії проводила товариські матчі з іншим її учасником, збірною Уругваю. У першому з них була зафіксована нульова нічия, а в другому австралійці перемогли з рахунком 2:0, причому Баарц став автором першого гола і асистував при другому взятті воріт. Однак ще до того відбувся епізод, який врешті-решт поклав кінець ігровій кар'єрі нападника і ледь не коштував йому життя. Наприкінці першого тайму за рахунку 0:0 Баарц проривався до воріт суперника, підтримуючи атаку, коли уругвайський захисник Луїс Гарісто відмахнувся рукою, завдавши австралійцю потужного удару у шию. Гравцеві надали допомогу і за декілька хвилин він гру продовжив.
Ближче до завершення другої половини гри, вже за переваги австралійців у два м'ячі відбувся ще один епізод за участю тих же гравців. Цього разу обмін усними образами завершився ударом у щелепу Баарца від Гарісто, якого після цього інциденту вилучили з поля. Утім саме перша травма австралійця ледь не стала летальною. Увечорі після гри він не міг поворухнути лівою руку, а коли наступного ранку звернувся до лікарні, у нього діагностували ушкодження сонної артерії. Через її набряк скоротився прилив крові до мозку, після чого гравець на два дні знепритомнів. Коли криза минула, і Баарц прийшов до тями, лікарі повідомили йому, що наступний удар у ту саму ділянку шиї стане для нього летальним, тож надалі займатися контактними видами спорту вже не було мови.

## Подальше життя
27-річного вже колишнього гравця було включено до австралійської делегації, що прямувала до Німеччини на ЧС-1974, участь австралійців у якому значною мірою була забезпечена його голами в рамках відбору, проте за матчами якого він спостерігав з-поза меж поля.
Згодом оселився в рідному Ньюкаслі, де згодом відкрив спортивну крамницю. Протягом частини 1981 року був головним тренером команди місцевого «Ньюкасл Юнайтед Джетс».
2000 року колишнього гравця нагородили Австралійською спортивною медаллю за його досягнення на футбольному полі. 2012 року його включили до символічної збірної Австралії усіх часів, у якій він становив лінію нападу з гравцями наступного покоління австралійських футболістів Гаррі К'юеллом та Марком Відукою.